# Oleg Cassini

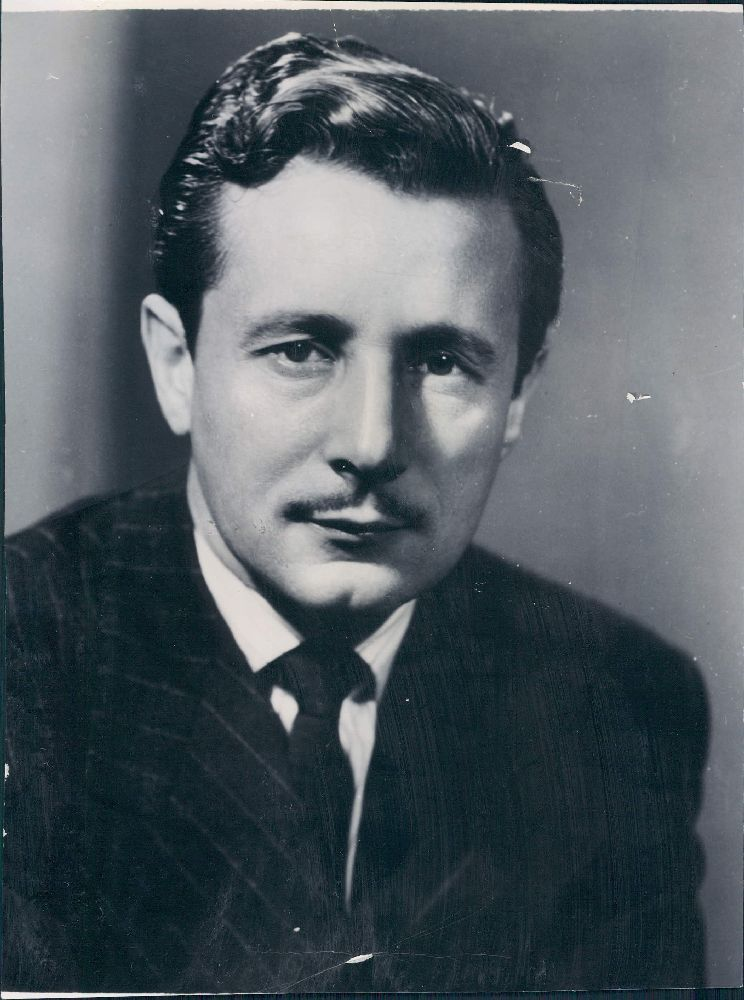
Oleg Cassini, 1955

Oleg Cassini, geboren als Graf Oleg Loiewski, (* 11. April 1913 in Paris; † 17. März 2006 auf Long Island, New York) war ein US-amerikanischer Modeschöpfer.

## Leben und Wirken
Oleg Cassini wurde 1913 als Sohn russischer Adliger in Paris geboren. Sein Vater war Graf Alexander Loiewski, sein Großvater war Graf Arthur Pawlowitsch Cassini, russischer Botschafter in den USA. Aufgewachsen war er jedoch in Dänemark und Italien, wo er die Englische Katholische Schule besuchte und später in Florenz an der Accademia di Belle Arti studierte. 1933 fertigte er seine ersten Kleidungsstücke im Modesalon seiner Mutter, Gräfin Marguerite Cassini. Nach einem Gastspiel bei dem französischen Modedesigner Jean Patou in Paris, eröffnete er einen eigenen Salon in Rom. 1936 siedelte er in die USA über, wo er sich zunächst in New York City aufhielt. Nach seiner Scheidung betätigte er sich in Hollywood als Kostümbildner in den dortigen Filmstudios.
Während des Zweiten Weltkrieges diente er in der US-amerikanischen Armee. Cassini gründete nach dem Krieg ein Modehaus in Manhattan. Cassini wurde durch seine Kreationen in den 1950er und 1960er Jahren bekannt. Eine eigene Karriere als Schöpfer hochpreisiger Kollektionen begann, nachdem ihn Jacqueline Kennedy zum offiziellen Modedesigner gekürt hatte. Er entwarf von 1961 bis 1963 rund 300 Kleider für Jacqueline Kennedy, die er auch als stilistisch beriet.
Zudem kleidete er viele Schauspielgrößen, unter anderem Joan Fontaine, Joan Crawford, Marilyn Monroe und Natalie Wood, und Damen der großen Welt dieser Zeit ein. Talkshow-Moderator Johnny Carson zählte ebenfalls zu seinen Kunden. Cassinis Beziehung zu Grace Kelly, mit der er auch verlobt war, ging zu jener Zeit durch die Regenbogenpresse.
Er war von 1941 bis 1952 mit der Schauspielerin Gene Tierney verheiratet, mit der er zwei Töchter hatte.
Am 17. März 2006 starb er an einer Gehirnblutung in einem Krankenhaus auf Long Island.